# Paxillibracon tessmanni
Paxillibracon tessmanni är en stekelart som först beskrevs av Szepligeti 1914.  Paxillibracon tessmanni ingår i släktet Paxillibracon och familjen bracksteklar. Inga underarter finns listade i Catalogue of Life.